# Турова
Турова́ — село в Україні, у Довбиській селищній територіальній громаді Звягельського району Житомирської області. Чисельність населення становить 9 осіб (2001).

## Історія
У 1906 році — село Рогачівської волості Новоград-Волинського повіту Волинської губернії. Відстань від повітового міста 39 версти, від волості 19. Дворів 35, мешканців 246.
У жовтні 1935 року із села Турова до Харківської області, на основі матеріалів НКВС, ешелоном було виселено 5 польських родин (29 осіб). Серед виселених 6 осіб чоловічої статі, 7 жіночої, 16 дітей. Натомість на місце вибулих радянською владою переселялися колгоспники-ударники з Київської і Чернігівської областей.
У 1923—60 роках — адміністративний центр Турівської сільської ради Довбишського й Баранівського районів.

## Населення

### Мова
Розподіл населення за рідною мовою за даними перепису 2001 року:
| Мова       | Кількість | Відсоток |
| ---------- | --------- | -------- |
| українська | 9         | 100%     |